# Coenosopsia prima
Coenosopsia prima är en tvåvingeart som beskrevs av Malloch 1924. Coenosopsia prima ingår i släktet Coenosopsia och familjen blomsterflugor. Inga underarter finns listade i Catalogue of Life.